# I. e. 291
Évszázadok: i. e. 4. század – i. e. 3. század – i. e. 2. század
Évtizedek: i. e. 340-es évek – i. e. 330-as évek – i. e. 320-as évek – i. e. 310-es évek – i. e. 300-as évek – i. e. 290-es évek – i. e. 280-as évek – i. e. 270-es évek – i. e. 260-as évek – i. e. 250-es évek – i. e. 240-es évek
Évek: i. e. 296 – i. e. 295 – i. e. 294 – i. e. 293 –  i. e. 292 – i. e. 291 – i. e. 290 – i. e. 289 – i. e. 288 – i. e. 287 – i. e. 286

## Események

### Hellenisztikus birodalmak
- Miután Lüszimakhosz kiszabadul a fogságból, Démétriosz feladja hódítási próbálkozását és visszaér fiához, Antigonoszhoz, aki Thébait ostromolja. A számos ostromgép, ostromtorony ellenére a thébaiak makacsul védekeznek és érzékeny veszteségeket okoznak, de végül  megadják magukat és az enyhe feltételeket szabó Démétrioszt elismerik királyuknak.

### Róma
- Lucius Postumius Megellust és Caius Iunius Bubulcus Brutust választják consulnak. Az előző évi consul, Quintus Fabius Maximus Gurges még fővezérként folytatja a háborút a szamniszok ellen és elfoglalja Cominium Ocritumot.
- L. Postumius elfoglalja a szamniszoktól Venusiát és római kolóniát létesít benne (állítólag 20 ezer lakossal).

## Halálozások
- Menandrosz, görög színműíró
- Deinarkhón, görög szónok

## Fordítás
- Ez a szócikk részben vagy egészben  a(z)   291 BC című angol Wikipédia-szócikk ezen változatának fordításán alapul.  Az eredeti cikk szerkesztőit annak laptörténete sorolja fel. Ez a jelzés csupán a megfogalmazás eredetét és a szerzői jogokat jelzi, nem szolgál a cikkben szereplő információk forrásmegjelöléseként.